# Mohamed Salifou Keita
Pour les articles homonymes, voir Keita.
Mohamed Salifou Keita, né le 11 octobre 1960 à Coyah en république de Guinée, est un  écrivain guinéen critique littéraire, poète, il est l'un des plus grands spécialistes de la littérature guinéenne d’expression française et un journaliste au talent formidable.
Pendant 36 ans, il a animé à la télévision nationale la célèbre  émission littéraire Papier, Plume, Parole,

## Biographie

### Jeunesse
Il fait le lycée 2 octobre de Conakry.
Après le baccalauréat, il commence le journalisme au studio école de la radiotélévision guinéenne en 1984 avant de partir en France pour ses études de journalisme au centre de formation et de perfectionnement des journalistes de Paris en 1990, puis à l'institut de presse et des sciences de l'information (IPSI) de l’université de Tunis I, pour une spécialisation en communication, en 1993, enfin à l’université d’Avignon où il est diplômé en coopération internationale, stratégie de développement et politiques culturelles internationales en 2003.

### Parcours professionnel
Il est directeur national adjoint de la culture, cumulativement, directeur du livre et de la lecture en Guinée de 1989 à 1999, puis à partir de 1992 en tant que président du conseil d'administration de l'union de la presse francophone section guinéenne.
Lobbyiste de l’État guinéen auprès des médias internationaux en 2008.
Conseiller spécial auprès du Premier ministre pour la communication en 2009.
Lobbyiste du royaume du Maroc dans les sommets de l'union africaine à Addis-Abeba et Kigali entre 2014 et 2016 et président du comité national de la politique du livre en Guinée en 2000.

## Ouvrages

### Roman
- Africains de Carla Bayle*, éditions Amalthée, 2023.
- Les Enfants du quartier sombre, éditions Publibook, 2015.

### Essais
- Littérature guinéenne, éditions Book Emissaire, Tabala, Paris, 2005[5],[6]
- Arte et le dialogue interculturel, Université d'Avignon, Paris, 2003
- Panorama des médias africains, Arte Tv Paris, 2003.

### Poésie
- Nostalgies*, éditions Poésie. Io, Paris 2022
- Sacrifices, anthologie universelle de la poésie, anti apartheid, éditions Maguilène, Dakar, 1987.